# CBS International Business School
Die CBS International Business School (CBS) ist eine staatlich anerkannte, private Wirtschaftshochschule, die im Jahr 2020 aus der Cologne Business School (CBS) und der European Management School (EMS) hervorgegangen ist. Sie unterhält Standorte in Köln, Mainz, Potsdam, Aachen, Brühl, Neuss und Solingen-Ohligs und bietet dort rund 40 englischsprachige und deutschsprachige Bachelor- und Masterstudiengänge sowie MBA-Programme an. Träger der Hochschule ist die CBS Cologne Business School GmbH. An der CBS studieren nach eigenen Angaben über 3.000 Studierende aus 75 Nationen. Die Zahl der Professoren beläuft sich auf rund 70.

## Geschichte
Die Entwicklung der CBS International Business School ist mit der Europäischen Wirtschafts- und Sprachenakademie verbunden, die 1908 am Standort des heutigen Campus Köln als private Akademie gegründet wurde. Zum Wintersemester 1993/1994 führte die Europäische Wirtschafts- und Sprachenakademie (EWS) unter dem neuen Namen „International Campus“ erstmals Studiengänge nach dem Bachelor-System ein. Im Jahr 1998 wurden die Studiengänge dieses BWL-Bachelor-Modells in Deutschland von der FIBAA akkreditiert. Ein Jahr später folgte die Umbenennung der Hochschule in „Cologne Business School – International Campus“, was sich bis heute im Akronym „CBS“ des Hochschulnamens wiederfindet.
Die CBS gründete 2006 die European Management School (EMS) als zweiten Standort, dem heutigen „Campus Mainz“. Seit 2016 ist die CBS Teil der Stuttgarter Klett Gruppe.
2022 wurde von der ebenfalls zu Klett gehörenden EUFH deren Hochschulbereich Management und Technik übernommen, wodurch die Standorte Brühl, Aachen, Neuss und Solingen neu hinzukamen und sich die Zahl der Studierenden und Studiengänge in etwa verdoppelte.

## Profil
Die CBS ist spezialisiert auf Management-Studienprogramme. Die Präsenzstudiengänge in deutscher oder englischer Sprache können in Vollzeit, dual oder berufs- bzw. ausbildungsintegriert im Modell SiA-NRW studiert werden.
Die Hochschule ist Mitglied in der Association to Advance Collegiate Schools of Business der Central and East European Management Development Association (CEEMAN), der Dr. Jürgen Meyer Stiftung und der Principles for Responsible Management Education (PRME) Initiative. Seit 2018 hat Elisabeth Fröhlich, ehemalige Präsidentin der CBS International Business School, den Vorstandsvorsitz der Kölner Wissenschaftsrunde (KWR) inne.
Wie die meisten Kölner Hochschulen und Universitäten ist die CBS Teil des Hochschulgründernetz Cologne e. V., dessen Geschäftsführung sie wahrnimmt.
Es werden Studiengänge wie beispielsweise Business Psychology, Digital Management, Finance & Accounting oder Wirtschaftsingenieurwesen angeboten.
Die Hochschule hat derzeit 180 Partnerhochschulen (Stand: Mai 2022). Sie verfügt über eine Erasmus Charta for Higher Education (ECHE), was sie zum Teil im Rahmen des von der EU-Kommission geförderten Erasmus+-Programms macht.
Zur möglichen Erlangung einer Hochschulzugangsberechtigung mittels Feststellungsprüfung betreibt die CBS das private Studienkolleg Prep4University.

## Übernahme der EU|FH durch die CBS International Business School

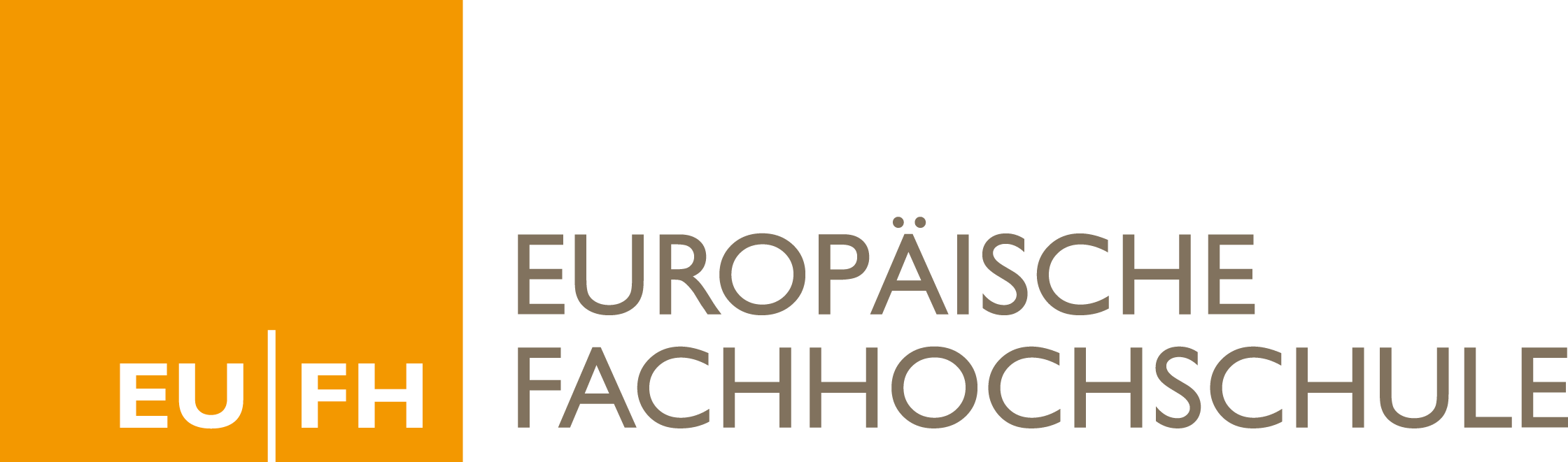
Logo der Europäischen Fachhochschule

Am 22. Oktober 2021 berichtete die CBS International Business School von der Übernahme des Hochschulbereichs Management und Technik der Europäischen Fachhochschule. Übernommen werden die Standorte Brühl, Neuss, Aachen und Solingen. Beide Hochschulen gehörten zu Klett Gruppe. 

## Akkreditierungen
Alle Studienprogramme der CBS International Business School wurden von der Foundation for International Business Administration Accreditation (FIBAA) akkreditiert. Institutionell erhielt sie 2015 eine Erstakkreditierung vom Wissenschaftsrat, 2021 erfolgte die Reakkreditierung. 2018 erfolgte eine Erstakkreditierung durch das International Accreditation Council for Business Education (IACBE). 2023 wurde das Qualitätsmanagementsystem der CBS durch die Stiftung Akkreditierungsrat akkreditiert.

## Professoren
An der CBS International Business School sind unter anderem die folgenden Professoren tätig:
- Michael Schwertel (* 1973), Medienproduzent
- Ralf Höcker (*  1971), 2009 bis 2014 als angestellter Professor und seit 2014 als Honorarprofessor

## Beiratsmitglieder
Der Beirat besteht unter anderem aus
- Gregor Berghausen (* 1968[28]), Hauptgeschäftsführer, IHK Düsseldorf
- Michael Fübi (* 1967[29]), Vorstandsvorsitzender TÜV Rheinland
- Klaus Laepple (* 1939), deutscher Unternehmer und Spitzenfunktionär in der Tourismusbranche
- Ulf C. Reichardt (* 1965[30]), Vorsitzender der Geschäftsführung, NRW.Energy4Climate
- Walter Tokarski (* 1946), Forscher für Sportpolitik und Freizeit

## Ehemalige Studenten
- Thomas Bachem (* 1985), Unternehmer, Softwareentwickler und Risikokapitalgeber